# Disonycha pensylvanica
Disonycha pensylvanica är en skalbaggsart som först beskrevs av Johann Karl Wilhelm Illiger 1807.  Disonycha pensylvanica ingår i släktet Disonycha och familjen bladbaggar. Inga underarter finns listade i Catalogue of Life.

## Bildgalleri

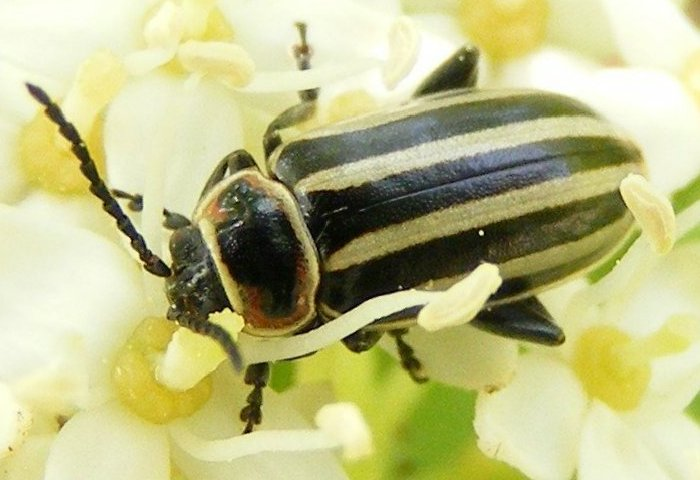
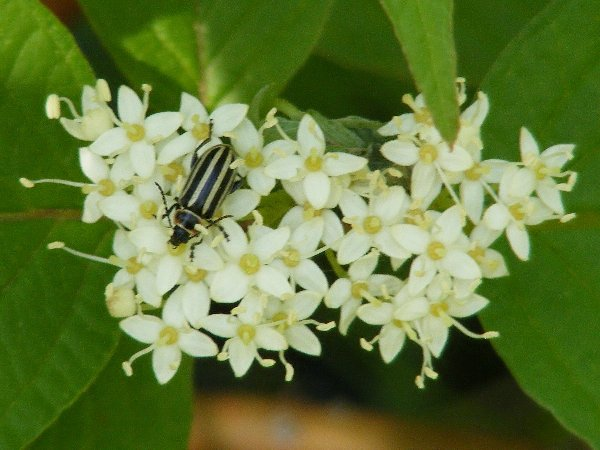
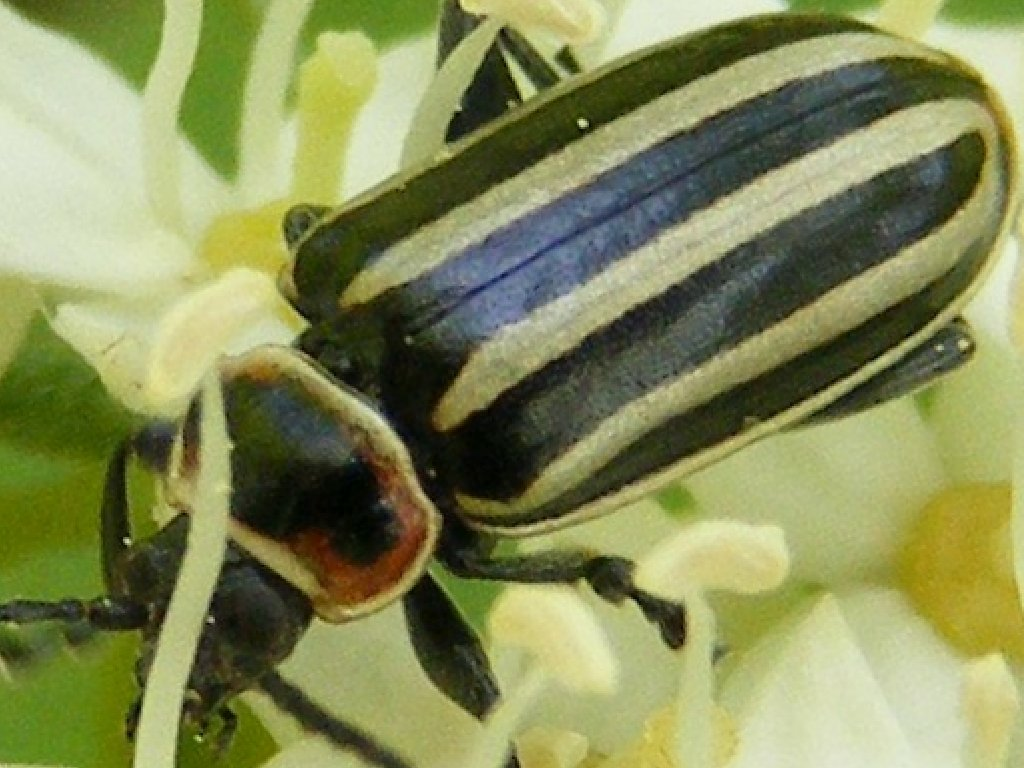
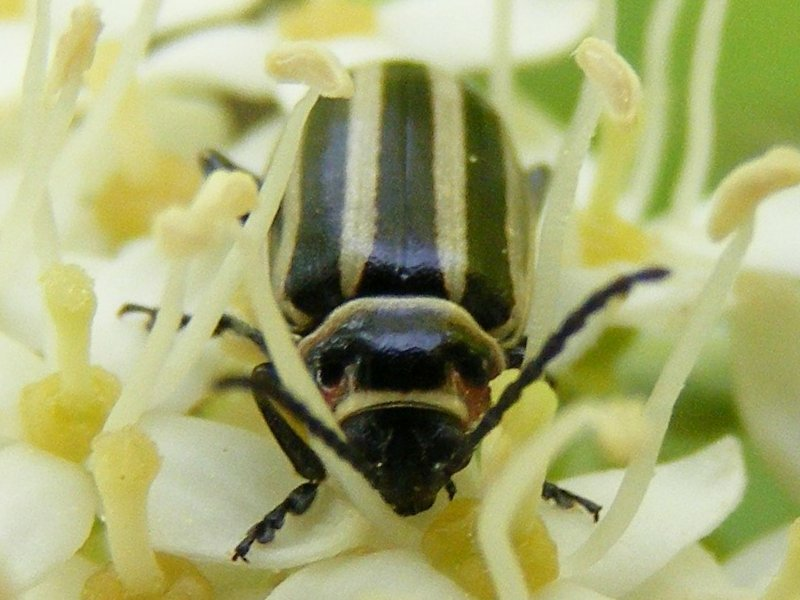